# Wiedenmeyeria
Wiedenmeyeria is een monotypisch geslacht van spinnen uit de  familie van de Ctenidae (kamspinnen).

## Soort
- Wiedenmeyeria falconensis Schenkel-Haas, 1953